# Леска (Албанија)
Леска (алб. Lajthizë) је насељено место у општини Пустец у округу Корча, Албанија. Према попису из 1989. године било је 215 становника.
Према бугарском географу и историчару, Василу Канчову, у Лески је 1900. године живело 70 Словена хришћана.